# Przyżeganie (fryzjerstwo)
Przyżeganie – przypalanie włosów otwartym ogniem. 
Stosuje się je najczęściej w przypadku podłużnego rozszczepu włosa (trichoptilosis), polegającego na rozdwajaniu się końcówek włosów. Włosy dotknięte tym schorzeniem mają skłonność do rozszczepiania się również po obcięciu, natomiast w procesie przyżegania ulegają spojeniu wskutek stopienia się substancji rogowej. Przyżeganie włosów wykonuje się zwykle w płomieniu świecy (stąd nazwa „velaterapia”, od portugalskiego słowa vela, czyli świeca), po skręceniu pasm włosów tak, aby na zewnątrz wystawały tylko końce.